# Nasz Dom

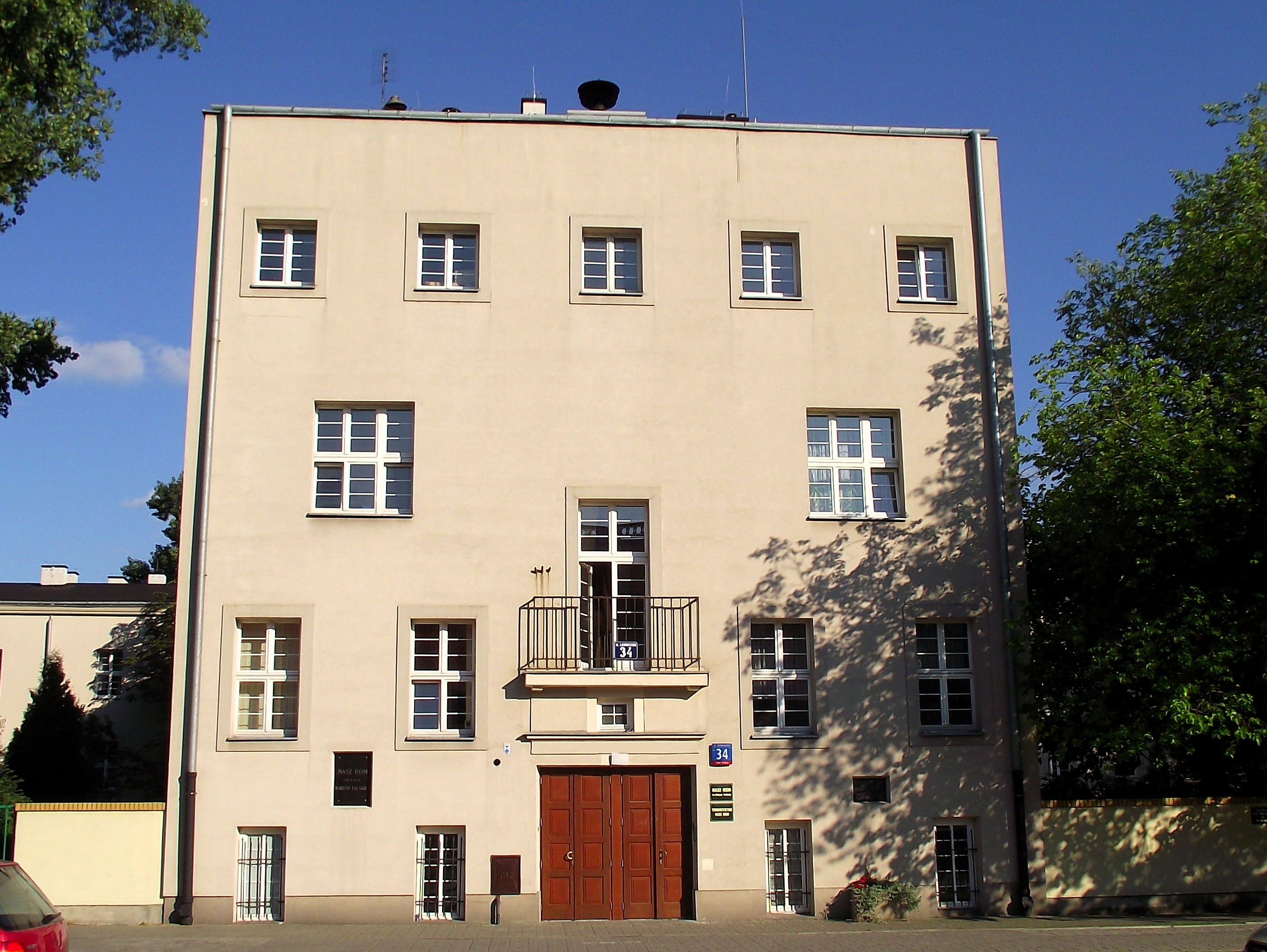
Haupteingang von Nasz Dom (2012)

Das Domu Dziecka nr 1 „Nasz Dom“ im. Maryny Falskiej (deutsch Waisenhaus Nr. 1 „Unser Haus“ – Maryna-Falska-Haus) ist ein Waisenhaus im Warschauer Stadtteil Bielany. Es wurde 1919 als Nasz Dom (Unser Haus) in der Stadt Pruszków gegründet und von Janusz Korczak betreut. Im Jahr 1928 wurde die Einrichtung nach Bielany verlegt. Das von 1927 bis 1930 errichtete Gebäude ist ein geschütztes Baudenkmal.

## Geschichte

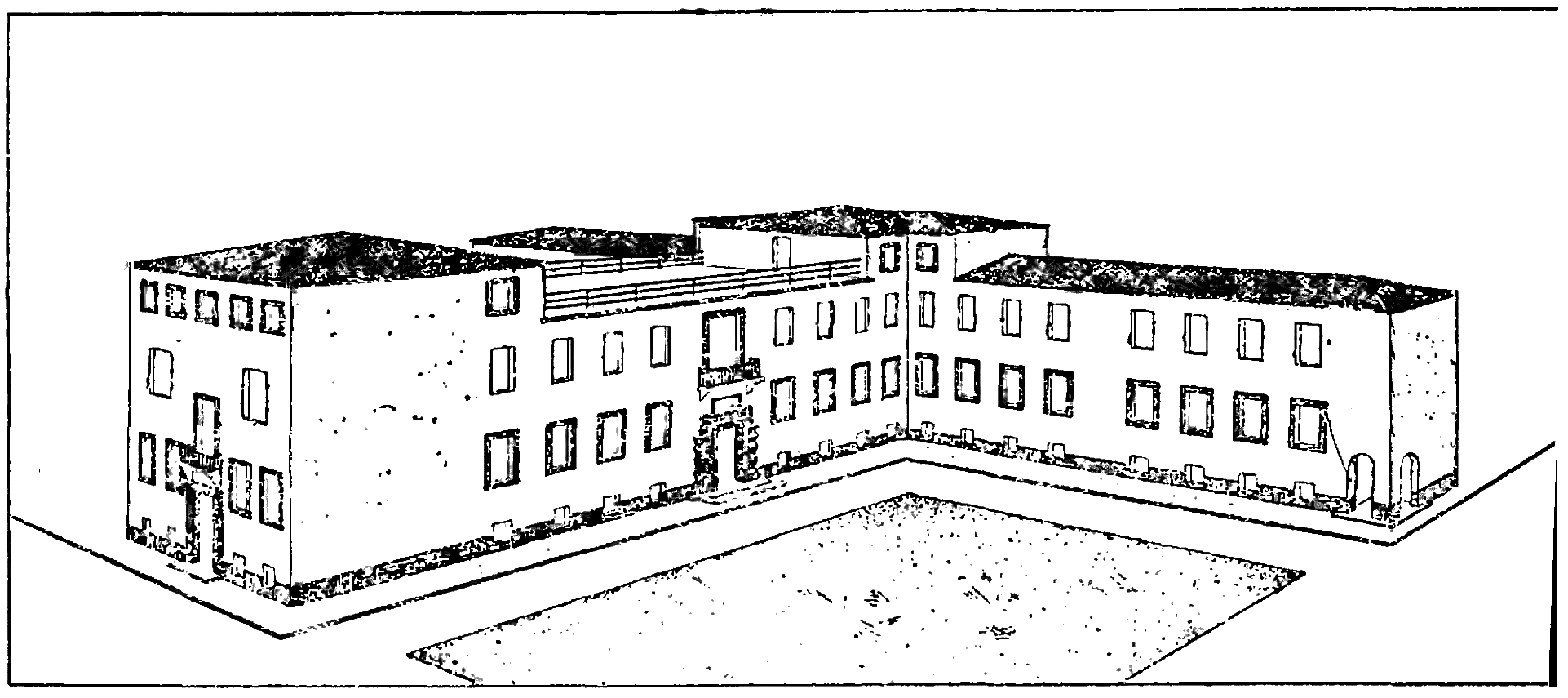
Realisierter Entwurf des Heims (1928)

Die Einrichtung wurde am 15. November 1919 auf Initiative der Kinderbetreuungsabteilung der Zentralen Gewerkschaftskommission in der ulica Cedrowa 12 in Pruszków gegründet. Betreut wurden 50 Arbeiterkinder zwischen 7 und 14 Jahren, deren Eltern im Exil und in Gefängnissen starben. Leiterin des Hauses wurde Maryna Falska, Korczak war pädagogischer Berater und Arzt des Heims. Er führte sein Konzept und Erziehungssystems ein, das die Würde und die Rechte des Kindes respektierte.
Während die ersten Jahre ein Kampf ums Überleben waren, änderte sich die Situation grundlegend, als Aleksandra Piłsudska in den Vorstand eintrat. Das Heim erhielt 1927 ein Darlehen für den Bau eines eigenen Gebäudes. Den Wettbewerb für das neue Nasz Dom in Bielany gewann der Architekt Zygmunt Tarasin. Drei Jahre später wurde „Unser Haus“ offiziell eröffnet.
Im Jahr 1946 wurde die Einrichtung im Sinne des Sozialismus umgestaltet und 1951 nach dem Berufsrevolutionär Feliks Dzierżyński (1877–1926) benannt. Die Fortsetzung der Arbeit im Sinne von Janusz Korczak und Maryna Falska konnte erst wieder in den Jahren von 1983 bis 1996 schrittweise eingeführt werden. Dies geschah in Zusammenarbeit mit dem Institut für pädagogische Forschung. Internationale Kontakte und Jugendaustausch mit Deutschland, Bulgarien, den Niederlanden und Israel wurden organisiert. Seit 1992 besteht wieder der Förderverein Towarzystwa Nasz Dom.
Das Gebäude wurde unter der Nummer A-792 am 28. März 2008 in das Warschauer Denkmalverzeichnis der Woiwodschaft Masowien eingetragen.